# Placki ziemniaczane
Placki ziemniaczane – prosta potrawa przygotowywana ze startych ziemniaków, placki smażone na tłuszczu (oleju lub smalcu).
Głównymi składnikami są starte na tarce surowe ziemniaki z dodatkiem cebuli (niekiedy składnik ten pomija się, jeśli placki podaje się na słodko), jajek, niewielkiej ilości mąki i soli.
Według niektórych przepisów starte ziemniaki z cebulą zalewa się wrzącym mlekiem. Ciasto na placki przyprawia się też niekiedy czarnym pieprzem lub – na Podlasiu – majerankiem. W rejonie Bieszczadów popularne są zaś placki z dodatkiem kiszonej kapusty.
Regionalnie w Wielkopolsce, na Warmii i Mazurach potrawa ta nosi nazwę plendze, plindze lub plyndze (niem. Plinse).

## Sposoby podania
Placki ziemniaczane podaje się zaraz po usmażeniu, aby pozostały chrupkie. W wersji na słono mogą być podawane z gulaszem (tzw. placki po węgiersku) lub z różnego rodzaju sosami, kwaśną śmietaną, pokruszoną bryndzą, z twarogiem, a nawet z wędzoną rybą, czy też z paprykarzem szczecińskim. Na słodko podaje się je z cukrem, cukrem i kwaśną śmietaną, a także z konfiturami, zagotowanymi z cukrem kiszonymi brusznicami (kuchnia białoruska), musem jabłkowym etc.

## Inne odmiany placków z ziemniaków
- hash browns – w krajach anglosaskich, również jako składnik śniadania irlandzkiego (tradycyjnie nazywane tam boxty)
- latkes(inne języki) lub latkas (לאַטקעס) – w kuchni żydowskiej
- Rösti – w Szwajcarii
- Reibekuchen(inne języki) – niemiecka odmiana występująca w Nadrenii
- deruny (деруни) – w kuchni ukrainskiej
- draniki (дранікі) – w kuchni białoruskiej

Wśród rozmaitych polskich regionalnych placków z tartych ziemniaków, wpisanych na Listę produktów tradycyjnych polskiego Ministerstwa Rolnictwa i Rozwoju Wsi, znaleźć można też takie pieczone w piecu, np. wytwarzane w Starej Kornicy „placki ziemniaczane pieczone na blasze”.
Na tej samej liście znajdują się też placki przyrządzane z gotowanych ziemniaków, będą to: wypiekane w piecu lub piekarniku „dziędziuchy – placki z gotowanych ziemniaków z Dokudowa” (z suszonymi jagodami, Dokudów w powiecie bialskim w woj. lubelskim), wypiekane na blasze „moskole” (Podhale) i „placki po rytersku” (Rytro w woj. małopolskim). Pokrewną odmianą placków są wywodzące się z kuchni kresowej bliny z dodatkiem ziemniaków gotowanych, drożdży lub proszku do pieczenia. Zobacz też: racuchy ziemniaczane, kotlety ziemniaczane i bliny żmudzkie.
Duże placki-zapiekanki z tartych ziemniaków to tzw. babki ziemniaczane.